# Nyborg Provsti
Nyborg Provsti var et provsti i Fyens Stift. Provstiet lå indtil 2007 i de tidligere Gudme, Nyborg og Ørbæk Kommuner. Sognene ligger nu i Nyborg Kommune.
Provstiet blev 1. november 2021 lagt sammen med Kerteminde Provsti og danner nu Kerteminde-Nyborg Provsti.
Nyborg Provsti bestod af 15 sogne med 15 kirker, fordelt på 8 pastorater.

## Pastorater
| Pastorater i Nyborg Provsti              | Pastorater i Nyborg Provsti        | Pastorater i Nyborg Provsti |
| ---------------------------------------- | ---------------------------------- | --------------------------- |
| Aunslev-Bovense-Hjulby Pastorat          | Frørup-Taarup Pastorat             | Gislev-Ellested Pastorat    |
| Herrested-Refsvindinge-Kullerup Pastorat | Langå-Øskendrup-Svindinge Pastorat | Nyborg Pastorat             |
| Ørbæk Pastorat                           | Vindinge Pastorat                  |                             |

## Sogne
| Sogne i Nyborg Provsti | Sogne i Nyborg Provsti | Sogne i Nyborg Provsti |
| ---------------------- | ---------------------- | ---------------------- |
| Aunslev Sogn           | Bovense Sogn           | Ellested Sogn          |
| Frørup Sogn            | Herrested Sogn         | Hjulby Sogn            |
| Kullerup Sogn          | Langå Sogn             | Nyborg Sogn            |
| Refsvindinge Sogn      | Svindinge Sogn         | Tårup Sogn             |
| Vindinge Sogn          | Øksendrup Sogn         | Ørbæk Sogn             |